# 上山町 (名古屋市)
- 日本 > 愛知県 > 名古屋市 > 瑞穂区 > 上山町
- 日本 > 愛知県 > 名古屋市 > 昭和区 > 上山町

上山町（かみやまちょう）は、愛知県名古屋市瑞穂区と昭和区の町名。現行行政地名は上山町1丁目から上山町4丁目。住居表示未実施。

## 地理
名古屋市瑞穂区の北部、昭和区の南部に位置し、瑞穂区側の南部は陽明町・松栄町、瑞穂区側の東部は春山町、瑞穂区側と昭和区側の西部は檀渓通、昭和区側の北部は汐見町、昭和区側の東部は南山町に接する。

### 面積
| 区     | 町丁   | 面積           |
| ------ | ------ | -------------- |
| 瑞穂区 | 上山町 | 0.045014668km2 |
| 昭和区 | 上山町 | 0.026198686km2 |
| 計     | 計     | 0.071213354km2 |

## 歴史

### 町名の由来
弥富町字上山による。付近には山が多く、北方を「上の手」、南方を「下の手」と呼んだことにより付けられたという言い伝えがある。

### 沿革
- 1931年（昭和6年）
  - 4月11日 - 中区広路町・弥富町の各一部より、同区上山町が成立[1]。
  - 10月1日 - 広路町の一部を編入[1]。
- 1937年（昭和12年）10月1日 - 行政区変更に伴い、昭和区所属となる[1]。
- 1944年（昭和19年）2月11日 - 行政区変更に伴い、一部が瑞穂区所属となる[1][11]。

## 世帯数と人口
2019年（平成31年）3月1日現在の世帯数と人口は以下の通りである。
| 区     | 町丁   | 世帯数  | 人口  |
| ------ | ------ | ------- | ----- |
| 瑞穂区 | 上山町 | 163世帯 | 352人 |
| 昭和区 | 上山町 | 69世帯  | 149人 |
| 計     | 計     | 232世帯 | 501人 |

## 学区
市立小・中学校に通う場合、学校等は以下の通りとなる。また、公立高等学校に通う場合の学区は以下の通りとなる。
| 区     | 番・番地等 | 小学校               | 中学校               | 高等学校 |
| ------ | ---------- | -------------------- | -------------------- | -------- |
| 瑞穂区 | 全域       | 名古屋市立陽明小学校 | 名古屋市立汐路中学校 | 尾張学区 |
| 昭和区 | 全域       | 名古屋市立八事小学校 | 名古屋市立駒方中学校 | 尾張学区 |

## 施設
- コメダ珈琲店 本店
- 成城石井 石川橋店
- ドラッグスギヤマ 石川橋店

## その他

### 日本郵便
- 集配担当する郵便局は以下の通りである[14]。

| 区     | 町丁   | 郵便番号 | 郵便局     |
| ------ | ------ | -------- | ---------- |
| 瑞穂区 | 上山町 | 467-0022 | 瑞穂郵便局 |
| 昭和区 | 上山町 | 466-0836 | 昭和郵便局 |